# Vlado Taneszki
Vlado Taneszki (makedónul: Владо Танески; Kicsevo, 1952 – Tetovo, 2008. június 23.) macedón sorozatgyilkos. Több mint 20 éven át volt bűnügyi újságíró, mielőtt szülővárosában, Kicsevóban 2008 júniusában letartóztatták két nő meggyilkolásának vádjával, akiknek a haláláról cikkeket közölt az újságokban. Letartóztatásakor egy harmadik nő halálának ügyében is nyomozott a rendőrség. A cikkek keltették fel a hatóságok figyelmét, mivel olyan információkat közöltek benne, amelyeket a hatóságok nem hoztak nyilvánosságra. Miután a DNS-vizsgálatok összekapcsolták Taneszkit a gyilkosságokkal, 2008. június 22-én letartóztatták az újságírót és bebörtönözték, aki másnap a cellájában öngyilkosságot követett el.

## Élete
Vlado Taneszki 1952-ben született Kicsevóban, Jugoszláviában, a család három gyermeke közül másodikként. Szülei konzervatívak voltak és szigorú fegyelemmel nevelték a gyermekeket. Vlado kapcsolata az édesanyjával különösen feszült volt. Apja a második világháború veteránja volt.
Miután Horvátországban kitanulta az újságírás szakmai rejtelmeit, Taneszki érdeklődni kezdett az irodalom és különösen a versírás iránt. 21 éves korában megismerkedett leendő feleségével, egy Vesna nevű joghallgatóval, akitől két gyermeke született.
Taneszki egy rádiónál kezdett el dolgozni, míg felesége a város történelmében az első női ügyvéddé vált. Taneszki újságírói karrierje 20 éven át tartott, az 1980-as években pedig többek között a szkopjei Nova Makedonija és Utrinszki Vesznik nevű újságoknál dolgozott riporterként. 2002-ben az apja öngyilkos lett, nem sokkal később pedig az anyja túladagolta magának a gyógyszereit, és meghalt. 2003-ban, a súlyosbodó pénzügyi problémák következtében Taneszkit elbocsájtották az újságtól, 2004-ben pedig a felesége elhagyta és Szkopjébe költözött.

## Gyilkosságok
Taneszki áldozatai a következők voltak:
- Mitra Szimjanovszka (64) – 2004. november 16-án tűnt el egy piacról. A holttestét 2005. január 12-én találták meg a városon kívül, egy szemeteszsákba gyömöszölve. Fojtogatták, megkötözték, megkínozták és megerőszakolták. A vizsgálatok szerint két héttel a holttest felfedezése előtt hunyt el.
- Ljubica Licsovszka (56) – 2007 novemberének elején tűnt el, miután élelmiszert vásárolt. Holttestére 2008. február 3-án bukkantak rá egy szemeteszsákba rejtve, szintén a városon kívül. Fojtogatták, megkötözték, megverték és megerőszakolták. A vizsgálat szerint alig néhány nappal a megtalálása előtt halt meg.
- Zsivana Temelkovszka (65) – 2008. május 5-én tűnt el, miután a fia kórházba került. Holttestét 11 nappal később, május 16-án találták meg. Megkínozták, megerőszakolták, megfojtották, a végtagjait egy telefonzsinórral összekötözték, majd egy szemeteszsákba rakták, és kidobták a városon kívül.

A rendőrség a nyomozás során kiderítette, hogy ezek a nők mind szegények, iskolázatlan takarítónők voltak. További közös pont volt, hogy mindhárom áldozat feltűnően hasonlított egymásra.

## Nyomozás és Taneszki öngyilkossága
Taneszki azután került fel a gyanúsítottak listájára, miután megjelentetett egy cikket a három gyilkosságról. Az újságírót többször is kihallgatták. A rendőrség szerint azért vált gyanússá, mert Taneszki a cikkeiben olyan információkat is közölt a gyilkosságokról, amelyeket a hatóságok nem hoztak nyilvánosságra. Ilyen volt például, hogy Taneszki tudta, hogy a gyilkos Temelkoskát egy telefonkábellel kötözte meg, és hogy ezt a kábelt a tettes a helyszínen hagyta.
Taneszkit 2008. június 22-én tartóztatták le, miután a vizsgálatok kimutatták, hogy az áldozatokban talált ondó DNS-e megegyezik az újságíró Taneszki DNS-ével. A családja vidéki házának átvizsgálása során a nyomozók rábukkantak egy titkos szobára, ahol számos pornográf felvételt, köteleket és zsinórokat találtak.
Taneszkit kezdetben két nő meggyilkolásával vádolták, ám a rendőrség hamarosan bizonyítékot talált a harmadik gyilkosság elkövetésére is, így az újabb bűncselekmény is bekerült a vádiratba. Az eseteket rendszerezték, és a rendőrség kikérdezze a férfit egy másik esettel, a 2003. május 30-án történt esettel kapcsolatban, amikor is eltűnt egy 73 éves nyugdíjas takarító, Gorica Pavleska. Mivel ebben az ügyben nem találták meg a holttestet, és egyértelmű bizonyíték sem volt rá, hogy Taneszkinek köze lehet a nő eltűnéséhez, úgy ennél fogva ennek a bűncselekménynek az elkövetésével nem vádolták meg. 
Miután Tetovóba szállították, Taneszkit 2008. június 23-án holtan találták az őrizetes cellájában. A férfi belefojtotta magát egy vödör vízbe. A vizsgálatok kimutatták, hogy semmi nem utalt idegenkezűségre, és Taneszki halálát öngyilkosságnak minősítették.

## Fordítás
- Ez a szócikk részben vagy egészben  a   Vlado Taneski című angol Wikipédia-szócikk ezen változatának fordításán alapul.  Az eredeti cikk szerkesztőit annak laptörténete sorolja fel. Ez a jelzés csupán a megfogalmazás eredetét és a szerzői jogokat jelzi, nem szolgál a cikkben szereplő információk forrásmegjelöléseként.